# Nátrium-bromát
A nátrium-bromát egy kémiai vegyület, a brómsav nátriumsója. Képlete NaBrO3. Erős oxidálószer. 
A nátrium-bromát keletkezhet bróm és nátrium-hidroxid reakciójával:
{\displaystyle \mathrm {3\ Br_{2}+6\ Na^{+}+6\ OH^{-}\rightleftharpoons } } {\displaystyle \mathrm {6\ Na^{+}+BrO_{3}^{-}+5\ Br^{-}+3\ H_{2}O} }
Elő lehet állítani nátrium-karbonát és vízben oldott bróm reakciójával.
Higroszkópos, vízben jól oldódó anyag. 381 °C-on bomlik. 
A nátrium-bromátot használják fehérítőszerként, textilek festésénél, aranymosásnál.

## Fordítás
Ez a szócikk részben vagy egészben  a   Sodium bromate című angol Wikipédia-szócikk ezen változatának fordításán alapul.  Az eredeti cikk szerkesztőit annak laptörténete sorolja fel. Ez a jelzés csupán a megfogalmazás eredetét és a szerzői jogokat jelzi, nem szolgál a cikkben szereplő információk forrásmegjelöléseként.
Ez a szócikk részben vagy egészben  a   Natriumbromat című német Wikipédia-szócikk ezen változatának fordításán alapul.  Az eredeti cikk szerkesztőit annak laptörténete sorolja fel. Ez a jelzés csupán a megfogalmazás eredetét és a szerzői jogokat jelzi, nem szolgál a cikkben szereplő információk forrásmegjelöléseként.